# Krzywe (przystanek kolejowy)
Krzywe (ukr. Криве) – przystanek kolejowy w miejscowości Krzywe, w rejonie tarnopolskim, w obwodzie tarnopolskim, na Ukrainie. Położony jest na linii Tarnopol – Stryj.

## Historia
Stacja kolejowa powstała w okresie przynależności tych terenów do Austro-Węgier. Zachował się budynek stacyjny w stylu galicyjskim. Przebudowana do przystanku w niepodległej Ukrainie.